# The Glass Castle
The Glass Castle es una película biográfica de 2017 dirigida por Destin Daniel Cretton y escrita por Cretton, Andrew Lanham y Marti Noxon. Está basada en la novela del mismo nombre de Jeannette Walls y relata la dura juventud de la autora, quien es interpretada en la película por Brie Larson con Naomi Watts, Woody Harrelson, Max Greenfield y Sarah Snook en papeles de reparto.
The Glass Castle fue estrenada el 11 de agosto de 2017 y tuvo una recepción mixta. La crítica alabó las interpretaciones del elenco (particularmente de Larson y Harrelson) pero no recibió de buena manera el guion. La cinta recaudó 22 millones de dólares en Norteamérica.

## Sinopsis
De niña, Jeannette Walls lleva una vida nómada con su madre pintora Rose, su inteligente pero irresponsable padre Rex, su hermana mayor Lori y su hermano menor Brian. Mientras cocina sin supervisión, Jeannette se quema gravemente. En el hospital, un médico y un trabajador social cuestionan la vida en su hogar, pero Rex distrae al personal y escapa con Jeannette. La familia se va de la ciudad, y Jeannette se ilusiona con los planes de Rex para la casa de sus sueños, un castillo de cristal.

## Reparto
- Brie Larson es Jeannette Walls.
- Chandler Head es Jeannette Walls (de ocho años).
- Ella Anderson es Jeannette Walls (de once años).
- Naomi Watts es Rose Mary Walls.
- Woody Harrelson es Rex Walls.
- Sarah Snook es Lori Walls.
- Olivia Kate Rice es Lori Walls (de diez años).
- Sadie Sink es Lori Walls (de trece años).
- Josh Caras es Brian Walls.
- Iain Armitage es Brian Walls (de seis años).
- Charlie Shotwell es Brian Walls (de nueve años).
- Brigette Lundy-Paine es Maureen Walls.